# Emberi sors (kisregény)
Az Emberi sors Mihail Alekszandrovics Solohov szovjet író 1956-ban megjelent kisregénye, eredeti címén: Судьба человека. Többek között ezért a művéért kapott 1965-ben irodalmi Nobel-díjat.
A kötet Magyarországon 1957-ben jelent meg a Magyar Helikon Könyvkiadó gondozásában.

## Történet
|  | Alább a cselekmény részletei következnek! |

A Felső-Don vidékén Solohov két órai kényszerű várakozás közben találkozott egy férfival és egy 5-6 éves kisgyerekkel. A beszélgetésük során a sofőr elbeszélte az életét az írónak.
Láttak már valaha olyan szemet, amelyet mintha hamuval szórtak volna be, amely olyan vigasztalhatatlan, halálos bánattal van tele, hogy még ránézni is nehéz? Hát ilyen szeme volt az én véletlenül jött társamnak.
Andrej Szokolov 1900-ban született, fiatalon harcolt a Vörös Hadseregben, 1922-ben - a nagy éhínség idején - meghalt az apja, anyja és a húga. Ekkor Voronyezsbe költözött, ahol ácsként, majd lakatosként dolgozott. Irinát, egy árva, de tisztességes, dolgos lányt vett el feleségül, aki három gyermekkel ajándékozta meg. A férfi 1929-től sofőrként dolgozott, és 10 év alatt a kis család annyira jutott, hogy 1939-ben a repülőtér mellett házat építettek. A gyerekek: Anatolij, Nasztyenka és Oljuska kitűnően tanultak.
Úgy elszálltak az évek, akár az álom. De mi az a tíz esztendő? Kérdezd meg akármelyik idősebb embertől, észrevette-e, hogy telt le az élete. Nem vett észre semmit. A múlt olyan, mint az a párás, távoli sztyepp. Reggel, mikor arra jártam, még minden világos volt körös-körül, de ahogy megtettem húsz kilométert, már pára borult a sztyeppre, és innen már nem lehet megkülönböztetni az erdőt a dudvától, a szántóföldet a kaszálótól.
1941-ben elérte őket a háború, és Szokolov bevonult katonának. Ukrajnában harcolt, kétszer megsebesült, majd 1942 májusában német hadifogságba esett. A foglyoknak az első éjszakát egy szétlőtt templomban kellett eltölteniük, ahol Szokolov megfojtott egy árulót, mert az be akarta árulni a németeknek az egyik szakaszparancsnok nevét, akire azonnali kivégzés várt volna.
Amikor Poznańba szállították őket, Andrej szökni próbált, de 40 kilométernyi menekülése után vérebekkel elfogták. Ezután éveket töltött hadifogolytáborokban: Szászországban, a Ruhr-vidéken és Bajorországban. A Drezda melletti B-14-es lágerben a 86 kilós férfi már csak 50 kg-ot nyomott, s 142 bajtársából csak 57 élt. Amikor szóvá tette, hogy a napi 4 m³ kő kitermelése mennyire embertelen, akkor hívatta a hírhedt táborparancsnok, de amiért a 331-es számú „ruszki Iván” bátran viselkedett, ezért Müller lagerführer életben hagyta.
1944-ben német egyenruhába öltöztetve beosztották sofőrnek egy hátországi műszaki alakulatba. Amikor már közeledett a front, a parancsnokát leütötte, és áthajtott a kocsijával az övéihez. Itt örömmel fogadták, hiszen értékes információkat szerzett. Szokolov kórházba került, ahol a voronyezsi szomszédja leveléből megtudta, hogy a házára még 1942-ben nehézbomba zuhant, egy hatalmas gödör lett a helyén, a felesége és a lányai meghaltak, a fia beállt önkéntesnek. Andrej egy hónapnyi szabadsága alatt hazalátogatott, megnézte a rozsdás vízzel teli bombatölcsért, a temetői csendet, majd visszatért az egységéhez, amely Berlin irányában támadott. A főszereplő fia is ott harcolt, már tüzér kapitányként, azonban vele már nem találkozhatott. Szokolov fiát, Anatolijt 1945. május 9-én a győzelem napján agyonlőtte Berlinben egy mesterlövész.
A férfi így jutott hát haza, ahol már sem a háza nem állt, sem a felesége, sem a gyermekei nem éltek. Végül Vanyuskát, egy árva kisfiút vette magához, és vele járta teherautójával az országot. A gyermekkel osztotta meg életének hátralévő napjait.
Két elárvult ember, két kis porszem, amelyet idegen tájakra vetett a soha nem látott erejű háborús vihar... Milyen jövő vár rájuk? Szerettem volna azt gondolni, hogy ez az orosz ember, ez a hajlíthatatlan akaratú férfi magára talál, az apja vállán meg felnő az a kicsi, aki embernyi ember korában el tud majd viselni mindent, le tud küzdeni minden akadályt útjában, ha azt követeli tőle e Haza.
| Fukar férfikönnyek | Fukar férfikönnyek |
| --- | ------------------ |
| Nyomasztó szomorúsággal néztem utánuk... Nem lett volna az elváláskor semmi baj, de Vanyuska, néhány lépés után, kurta lábacskáival botladozva, mentében felém nem fordította arcát, és búcsút intett rózsaszínű kis kezével. Ekkor hirtelen mintha egy puha, de hosszú karmú mancs szorította volna össze a szívemet; sietve elfordultam. Nem, nem csak álmukban sírnak a háborúban megőszült idős férfiak. Sírnak ébren is... Csak az a fő, hogy idejében félre tudj fordulni. És az a legfőbb, hogy ne sebezd meg egy kisgyermek szívét: ne lássa, hogy fut le arcodon a fukar, de forró férfikönny. |                    |

|  | Itt a vége a cselekmény részletezésének! |

## Szereplők
- Andrej Szokolov
- Irina, Szokolov felesége
- Anatolij, Nasztyenka és Oljuska, Szokolov gyermekei
- Krizsnyev, áruló
- szakaszparancsnok
- Müller lagerführer
- német mérnök őrnagy
- szovjet hadtestparancsnok
- Ivan Tyimofejevics, Szokolov szomszédja
- urjupinszki barát és a felesége
- Vanyuska
- az író (a kerettörténetben)

## Magyar fordítások
- Embersors; ford. Tóth Tibor; Az Orosz Könyv, Bukarest, 1957
- Emberi sors / Béresek. Elbeszélés; ford., utószó Makai Imre, ill. Csergezán Pál; Magyar Helikon, Bp., 1957
- A hazáért harcoltak / Emberi sors. Elbeszélések; ford. Makai Imre; Szlovákiai Szépirodalmi, Bratislava, 1960
- Emberi sors. Elbeszélések; ford. Makai Imre, Németh László, Soproni András; Európa, Bp., 1981 (Európa zsebkönyvek)

## Film
Bondarcsuk forgatókönyvet írt a kisregényből, majd 1959-ben megfilmesítette. Az alkotást nagy sikerrel játszották a mozikban nemcsak a Szovjetunióban, hanem külföldön is.